# VfR Döhren 06
Der Rugbyverein VfR Döhren 06 (Verein für Rasenspiele 1906 e. V.) wurde im Jahr 1906 als Sportverein Strauss Döhren gegründet, um den Rugbysport in Döhren bekannt zu machen. Neben Rugby werden auch die Sparten Tischtennis und Gymnastik angeboten. Das Vereinsgelände liegt in Hannovers Stadtteil Döhren-Wülfel in der Eilenriede. Aktuell spielt die Herrenmannschaft in der 2. Bundesliga-Nord in einer Spielgemeinschaft mit dem SV Odin.

## Geschichte

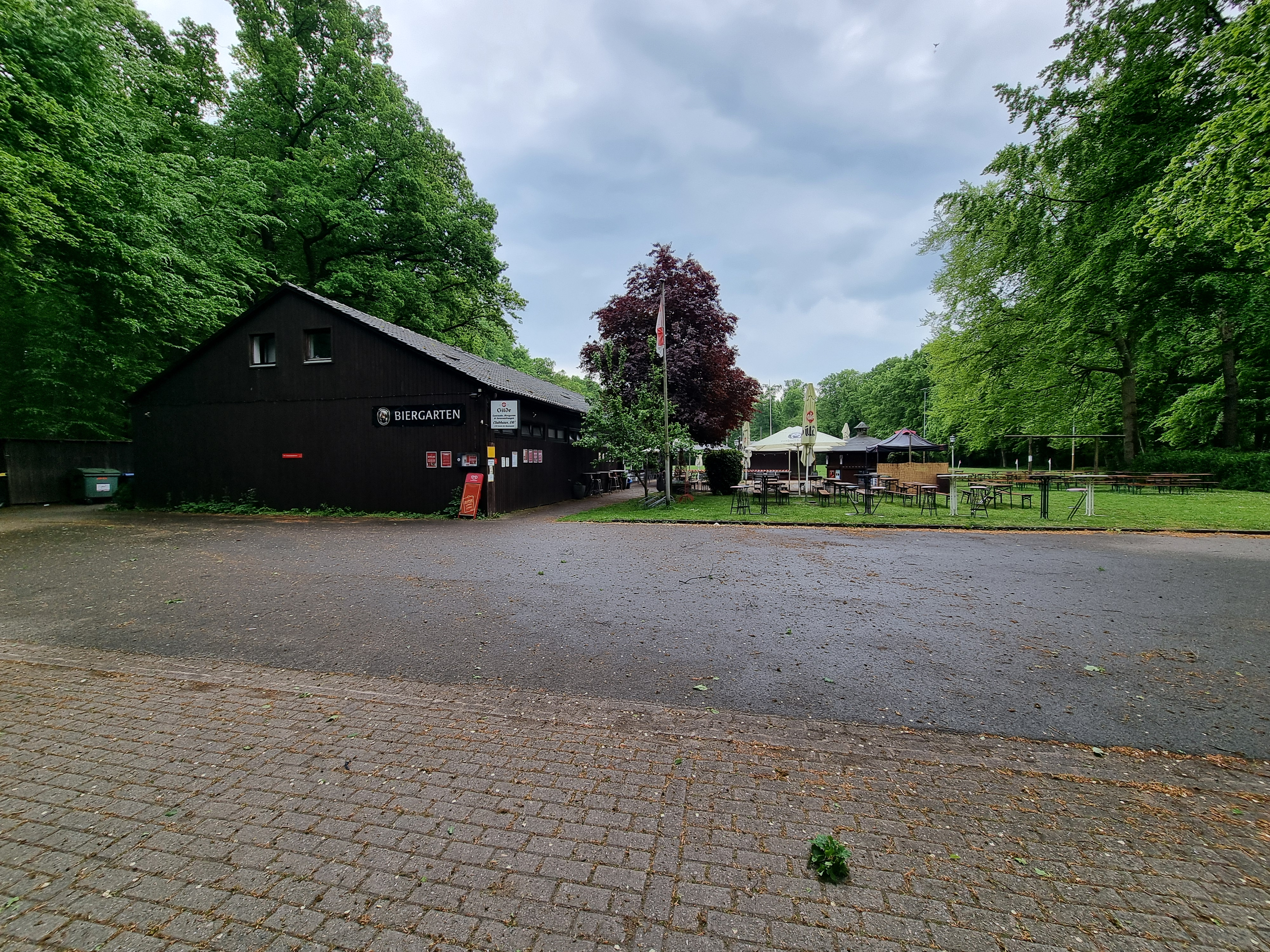
Clubhaus des VfR Döhren 06

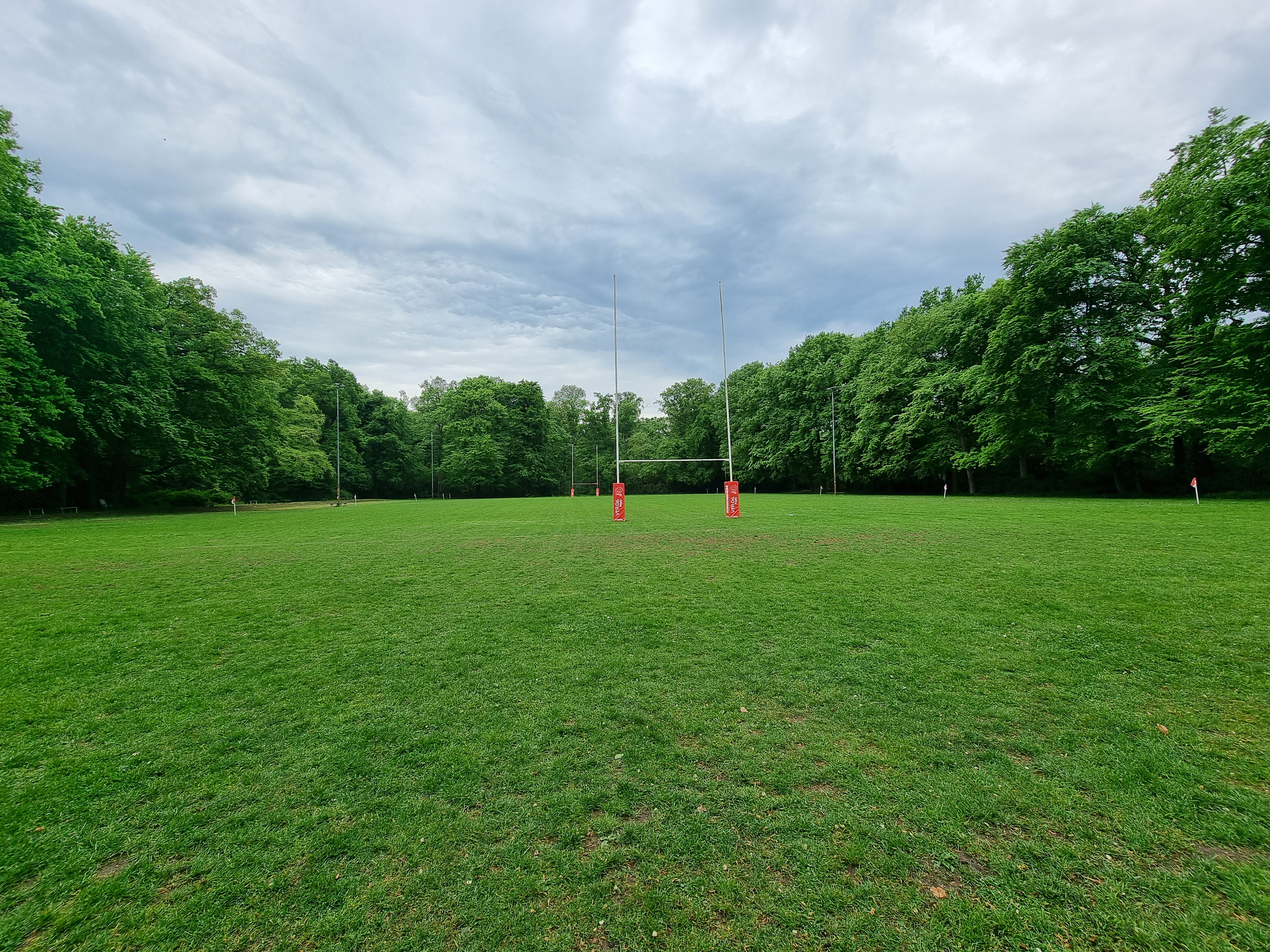
Spielfeld des VfR Döhren 06

Die Gründungsmitglieder waren Willi und Paul Klingebiel, Andreas und Robert Sermund, Fritz Hamann, Fritz Hoppmann, Ludwig Marsch, P. Berghoff, R. Hoffmann und Albert Ballhause.
Das erste Rugbyspiel des neuen Clubs ging mit 3:21 gegen den SV Odin verloren. Im Jahre 1912 siedelte sich der Verein in der Olbersstraße an. Nach dem Ersten Weltkrieg beschloss man sich zum Verein für Rasenspiele e. V. Hannover-Döhren umzubenennen. 
Der VfR Döhren wurde in der Saison 1921/22 Meister der 2. Klasse. Nach dem Zweiten Weltkrieg formierte sich ein Rugby-Team, das aus Spielern der damaligen Vereine VfR, FC Schwalbe und 06 Döhren bestand. Am 29. Juni 1947 beantragte der FC Schwalbe bei der britischen Militärregierung seine Eigenständigkeit und die Spieler des VfR und von 06 Döhren vereinigten sich zum neuen „Verein für Rasenspiele 1906“ unter der Führung des 1. Vorsitzenden Fritz Bock. Im Jahr 1959 gewann der VfR Döhren 06 mit einem 10:5-Erfolg über die RG Heidelberg das Finale der Deutsche Rugbymeisterschaft und holte damit, nach 1933 und 1934, seinen dritten Titelgewinn.
Bei den deutschen Meisterschaften der Schüler 2008 und 2010 gewann die U10-Mannschaft des VfR den Titel des Deutschen Meisters.